# Serbis
Serbis è un film del 2008 diretto da Brillante Mendoza.